# Terebra punctatostriata
Terebra punctatostriata é uma espécie de gastrópode do gênero Terebra, pertencente a família Terebridae.